# ヤンデレ
ヤンデレとは、キャラクターの形容語の1つ。「病んでる」（病み）と「デレ」の合成語であり、広義には、他のキャラクターに想いを寄せている（「デレ」）が、その好意が強すぎるあまり、精神的に病んだ状態になることを指す。

## 概要
主人公（以下、相手）を想う余り、以下のようになる傾向が挙げられる。所謂「重い」愛が昂じた状態。
1. 自分の持てる全てを相手に捧げて尽くそうとする。押しかけ女房をする、頼まれてもいないのに世話を焼くなど、周囲からは異常に見える位に相手には徹頭徹尾優しい。しかも家事万能だったりする。
2. 相手の全てを把握できないと納得しない。
3. 相手が自分以外の異性と親しくしている様子を見ると極端に嫉妬し、その同性を計略を用いて排除する[注 2]。
4. 相手が傷つけられたり侮辱されたりしようものなら、加害者が同性だろうが異性だろうが問答無用で、容赦なく制裁する[注 2]。

厳密な精神医学理論の背景が存在するわけでもなければ、主として医療知識に基づくわけでもない、ゲームプレイヤーおよびゲーム評論によるヒロイン分析法によって作られたキャラクター類型であるが、パラフィリア（性的倒錯）や躁鬱、共依存状態に陥った状態で描かれることが多い。正常な状態からヤンデレ化することを「病み化」「闇化」「黒化」などともいう。好意を持つ、あるいは交際相手への愛情表現の異常な度合いがファンの間で好まれる。
ただし、定義は流動的で、語の使用者によって意味が異なることも多い。例えば『にゅーあきば.こむ』では「心を病んだヒロインへの萌え属性」としており、『ケータイ Watch』では「精神的に病んでいるかのようにデレデレしてしまうキャラクターのこと」としている。境界性パーソナリティ障害を思わせる面があると指摘されることもある。

## 歴史
ヤンデレという語が知られるようになったのは、2005年に発売されたアダルトゲーム『School Days』および同年に放送されたテレビアニメ『SHUFFLE!』がきっかけであるとされている。その後、ヤンデレのキャラクターが登場する漫画やアニメ、ゲームが注目され、ブームとなった。ただ、ヤンデレという言葉ができる以前から、それに当てはまるようなキャラは複数存在したが、萌え属性の一種として評論などで言及されることはなかった。『ヤンデレ大全』の中で最も古いヤンデレキャラとして紹介されているのは、PC98ゲーム『狂った果実』の月島美夏である。また、Windowsで動くゲームでのヤンデレの始祖は、ねこねこソフトが2000年8月31日に発売したアダルトゲーム『銀色』三章にでてくる佐々井夕奈とされる。2005年の上記のヤンデレキャラが話題になっているときに、「時代がねーちんに追いついた」とファンの間で言われた。
『School Days』を制作したオーバーフローの代表・メイザーズぬまきちは、ヤンデレの流行について「自分に対する一途さや寄せられる好意をより強く求めたい感じたいというあらわれの1つ」であると述べている。また、メインヒロインの1人である桂言葉がヤンデレキャラと呼ばれていることに対しては、「ヤンデレというものを狙っていたわけではないので、『しめしめ、やった』というよりも、ありがたい授かりものという感覚ではあります」と述べている。また、キャラクターのビジュアル面での要素が飽和状態になっていることを指摘した上で、「ツンデレ・ヤンデレは外面から内面の時代になったあらわれ」であるとしている。
ヤンデレという語は海外のアニメ・ゲームファンにも浸透しており、『ヤンデレシミュレーター』という独自のゲームも制作されている。
2019年に起きた歌舞伎町ホスト刺傷事件で犯人の女が「好きで好きで仕方なかった」と述べたことからヤンデレだとして話題となった。